# Culture des céréales au XIXe siècle
Cet article présente l'histoire de la culture des céréales au XIXe siècle.

## XIXesiècle
L'historien Ernest Labrousse, distingue neuf crises alimentaires au XIXe siècle: 1800-1803, 1810-1813, 1815-1818, 1828-1832, 1839-1840, 1846-1847, 1853-1857, 1861-1862, 1866-1868. Au milieu du siècle, l'offre mondiale plus abondante amenuise un peu (49 à 55 shillings par Quart (unité) entre 1845 et 187) le prix du blé, et permet d'augmenter la consommation.
| consommation de céréales | 1841-1850 | 1891-1900 |
| quintal par personne     | 1,76      | 2,45      |

La forte croissance économique mondiale des années 1850 crée un marché des céréales, plus vaste et interconnecté par télégraphe et chemin de fer, en plus du déficit anglais structurel :
| Importations anglaises de blé         | 1844 | 1845  | 1846 | 1847 | 1848 | 1849 | 1850 | 1851 | 1852 | 1853 | 1854 | 1855 | 1856 |
| millions de Quart (unité) de tonnes : | 0,78 | 0,085 | 1,90 | 2,6  | 1,8  | 4,45 | 3,7  | 3,7  | 3,3  | 4,8  | 3,8  | 2,7  | 4    |
| millions de sterling                  | 2    | 0,01  | 5,2  | 9,1  | 4,6  | 9,2  | 7,4  | 7,2  | 6,1  | 12,9 | 12,2 | 9,8  | 13,9 |

La Russie succède à la France comme premier producteur mondial de blé en 1872, remplacée dès l'année suivante par les États-Unis, qui répondent à la pénurie mondiale de 1866-1868.
La récolte américaine de 1869 à 1874 :
| Céréale            | Blé   | Maïs  | Avoine |
| Hausse (1869-1874) | 250 % | 250 % | 450 %  |

Les rendements du blé sont globalement faibles et disparates : 5 à 6 quintaux de blé par hectare en Espagne ou en Russie, durant la première moitié du XIXe siècle, contre plus de 14 quintaux au Benelux, 9,6 quintaux aux États-Unis, en 1910 comme en 1800. La mécanisation apparait à la fin du siècle, lente et partielle. C'est surtout la « révolution des transports » des céréales américaines qui leur permet un taux de croissance de 3,4 % par an entre 1860 et 1900, deux fois celui de la production mondiale (1,6 %).
La récolte américaine de blé :
| Production de blé des États-Unis | 1839 | 1880 | 1900 |
| millions de boisseaux            | 85   | 500  | 600  |

Vers 1870 la plupart des pays européens créent des droits de douane,.
Les huit premiers producteurs de blé au monde au cours des trente années précédant la Première Guerre mondiale, en moyenne annuelle, en millions de boisseaux :
| Production de blé | États-Unis | Russie | Inde | France | Canada | Argentine | Australie | Iles britanniques |
| 1885-1889         | 515        | 357    | 265  | 302    | 38     | 20        | 26        | 76                |
| 1889-1894         | 628        | 360    | 247  | 303    | 41     | 47        | 31        | 69                |
| 1894-1899         | 686        | 452    | 240  | 326    | 52     | 59        | 27        | 59                |
| 1899-1904         | 714        | 545    | 249  | 338    | 76     | 42        | 93        | 58                |
| 1904-1909         | 672        | 620    | 301  | 332    | 104    | 158       | 59        | 56                |
| 1909-1914         | 694        | 791    | 352  | 317    | 197    | 147       | 90        | 61                |

### Années 1880
Le cours du blé flambe dès le début de la décennie, entraînant une expansion agricole en Russie et dans le Minnesota, avec des blés de printemps qui commencent à intéresser fortement le voisin canadien, ainsi que des investissements de productivité en Europe, où le protectionnisme agricole s'installe.

#### Montée en puissance de la Russie évaluée par les statistiques
À partir des années 1880, l'État russe confie aux ministères concernés l'observation des récoltes, via des questionnaires demandant quelle est la surface d'emblavure ensemencée au cours de l'année et quelle récolte est ramassée sur cette surface.
À la même époque le ministère de l'Agriculture publie, chaque mois de juillet, les prévisions « subjectives », faites par les correspondants volontaires et les volumes estimés des récoltes. Puis, chaque mois de septembre, il établit à partir de récoltes-tests les récoltes « attendues ». Enfin, chaque mois d'octobre, il publie les estimations définitives des récoltes à la fin de la moisson. Sa méthode d'observation s'inspire de celle qui fonctionnait aux États-Unis, en Grande-Bretagne, en France et en Prusse, mais il simplifia cette méthode car il ne parvint pas à créer un réseau suffisamment étendu de correspondants. Les propriétaires fonciers furent donc amenés à indiquer les récoltes de leurs domaines, tandis que des informateurs paysans fournissaient les estimations de récoltes des ménages voisins.
L'expansion des céréales d'Ukraine utilise comme débouché la mer Noire pour approvisionner l'Europe en blé, tendance qui va se poursuivre lors des décennies suivantes.
Commerce dans l'est de la Méditerranée, au départ du sud de l'Empire russe, en tchetvert, unité valant 5,7 boisseaux :
| Années | 1863 | 1865 | 1867 | 1868 | 1869 | 1870 | 1871 | 1872 | 1873 | 1874 | 1875 | 1876 | 1877 | 1878 | 1879 | 1880 | 1881 |
| 2,6    | 3,3  | 4,9  | 6,5  | 4,6  | 8,2  | 8,4  | 6,9  | 4,6  | 6,3  | 6,4  | 6,4  | 1,9  | 13,5 |      |      |      |      |

Après la loi de 1882 qui leur interdit l'activité agricole, des juifs partent vers les rivages de la mer Noire, faisant d'Odessa la plus juive des grandes villes de l'Empire russe. Représentent un tiers de la population, avec des pauvres comme des riches, ils vont y assurer 90 % des exportations de céréales en 1914 et deux tiers des services bancaires. Parmi les premiers industriels juifs de Russie, Evzel de Günzburg, enrichis par la collecte des taxes sur l'alcool pendant la guerre de Crimée ou les trois frères Poliakov, fondateurs de la première banque d'affaires en Russie, qui investiront ensuite dans les premiers réseaux ferrés puis le textile.

#### Accélération de la croissance des rendements en blé en Europe en 1880
De 1850 à 1910, la croissance de rendement du blé en Europe continentale (sans la Russie) accélère à 0,6 % par an contre 0,4 % de 1910 à 1950. En cinquante ans, il passe de 8,8 quintaux à 12,3 quintaux par hectare. Le rythme varie : ralentissement sur la décennie 1870/79, pour des raisons météorologiques, puis accélération en 1880/90.
Quatre grandes causes sont identifiées :
- sélection des semences
- machinisme
- engrais artificiels[5]
- spécialisation des aires de culture.

Les deux dernières expliquent pour chacune un dixième l'augmentation des rendements entre 1878/82 et 1908/12. En France, la spécialisation varie beaucoup d'un département à l'autre, tout comme les rendements en blé : en 1908, ils varient de 6,2 à 23,7 quintaux de blé par hectare.

#### L'arrivée du train dans l'Ouest canadien relance la spéculation foncière
Déployé de 1881 à 1885, le Canadien Pacifique, coté en Bourse de Londres depuis 1860, relie les deux océans à travers les terres de la Confédération des Pieds-Noirs. Le chantier relance la spéculation. En février 1882, l'arpenteur William Pearce devient inspecteur du Conseil des terres fédérales, qui ouvre son bureau de Winnipeg en mars. Il prend des mesures : congédiement d’agents, éviction de squatteurs, obligation pour des personnages publics de rendre des comptes sur des cas de spéculation foncière, se faisant des ennemis puissants, comme Frank Oliver, qui a fondé en 1880 l'Edmonton Bulletin et prépare une carrière politique. Le prêtre québécois Antoine Labelle, « l'apôtre de la colonisation », organise en 1884 une loterie pour amasser un "fonds de réserve" en faveur des colons qui n'ont pas les moyens d'acheter des terres et permettre la création de nouvelles paroisses. La loterie est interdite par le parlement et le gouvernement canadien l’envoie en mission officielle en Europe, de février à août 1885, pour attirer des francophones et des capitaux.
En mars 1885, la rébellion du Nord-Ouest éclate en Saskatchewan. Le rail transporte des troupes en neuf jours sur des sections encore inutilisées, suscitant la gratitude, financière et réglementaire, du gouvernement. La compagnie ferroviaire est alors autorisée à distribuer des terres aux négociants pour y construire des Silos-élévateurs à grains. L'État canadien ne veut pas être en reste : il vend à la mi-1886 pour 6,2 millions de dollars de terres à un prix moyen de un cent par âcre. Les acquéreurs sont des sociétés liées aux politiques, certains parlementaires revendant 100 fois ou même 400 fois plus cher les zones reçues. Du coup, les fermiers hésitent à s'installer, malgré les progrès du blé de printemps. En juillet 1887, deux ans après l'arrivée du train, Vancouver n'a toujours que 10 000 habitants, après un incendie, mais le Winnipeg Grain Exchange vient d'être créé. Premier ministre canadien à partir de 1896 Wilfrid Laurier changera ensuite drastiquement cette politique foncière, qui a freiné la colonisation en raison du poids pris par les grandes sociétés.

#### Semences hybrides de Vilmorin et les recherches génétiques canadiennes
Pierre Louis François Levêque de Vilmorin (1816-1860) est le premier à montrer qu'il est possible de créer de nouvelles variétés en croisant des lignées, en deux temps :
- en isolant des lignées « pures » issues d'un très petit nombre d'individus voire d'une reproduction autogame contrainte pour les plantes allogames.
- en les croisant pour en faire des hybrides F1, ou bien pour isoler par sélection une nouvelle lignée ayant hérité des caractères recherchés, présents dans les deux lignées parentes.

Son fils Henry de Vilmorin a publié en 1880 Les meilleurs blés avec la description des variétés de blé d'hiver et de printemps et leur culture puis a mis au point par croisement en 1883 des blés hybrides. Il a ensuite réussi à obtenir 18 souches de blés à haut rendement, tout en poursuivant le travail de son père sur la sélection de la betterave sucrière.
Les semenciers vendent d’abord sur les meilleures terres à blé, beaucoup plus faciles à homogénéiser par le travail des bœufs et les fumures organiques. Il faudra attendre la généralisation des engrais de synthèse et des pesticides, tout comme l'adoption de la mécanisation, pour l'extension à des terroirs plus difficiles. L'usage de semences issues d'un semencier va s'étendre en Europe de l'Ouest à la majorité des espèces et des terres cultivées.
En Amérique du Nord, les recherches portent sur le blé de printemps, qui permet d'éviter les hivers trop rigoureux : les agronomes essaient d'allonger son cycle de vie (printemps à automne). Le "Manitoba Number One Northern", variété rousse de blé de printemps, introduite dans les années 1870, acquiert la réputation de meilleur blé de meunerie à pain blanc mais sera vite remplacé. En 1882, les professeurs J.L. Bud, de l'Iowa, et Charles Gibb, d'Abbotsford (Québec), partent en Russie étudier les caractères et la résistance au froid de blés et légumes. Mais sans succès. En 1886, le ministre de l'Agriculture canadien écrit à Goegginger, négociant en blé de Riga, expert en céréales russes, qui lui expédie 100 boisseaux de « Ladoga », semés dans des parcelles expérimentales, au Manitoba et dans le Territoire du Nord-Ouest.
Le blé Ladoga y mûrit huit à dix jours plus tôt que le blé 'Red Fife', se plaçant à l'abri des gels précoces. Les cultivateurs préfèrent ce blé, malgré sa moindre qualité et l'opposition des chambres de commerce tenues par les cultivateurs du Sud du Canada. Le premier contrat à terme sur le Blé de printemps réussit en 1883, sur le Minneapolis Grain Exchange, créé en 1881, l'année où la ville dépasse pour la première fois Saint-Louis (Missouri) pour le tonnage de farine produite. Le Winnipeg Grain Exchange est à son tour fondé en 1887, pour promouvoir le blé de printemps, et présidé par Daniel Hunter McMillan, un officier qui a participé à l'écrasement de la révolte du métis Louis Riel, puis fondé une entreprise de minoterie à Winnipeg en 1874. Ces recherches canadiennes se poursuivant avec un autre Blé de printemps introduit en 1892, le blé Hard Red Calcutta, qui sera hybridé avec le blé 'Red Fife' pour créer le blé Marquis, à l'énorme succès au XXe siècle.
Autres coûts nouveaux, l'achat de semences sélectionnées et la moissonneuse-batteuse, dont les versions s'améliorent après les inventions. L'Américain Cyrus McCormick et Hiram Moore déposent leurs brevet en 1834 et en 1866, Célestin Gérard construit la première batteuse mobile de France. Alors que la faucheuse mécanique demandait huit « heures-ouvrier » à l'acre en 1865, la moissonneuse-batteuse ne demande plus qu'un quart d'heure. Mais ce sont machines avantageuses seulement dans les grandes propriétés. Les nouveaux engrais (guano, phosphates naturels puis superphosphates chimiques) mis en place depuis 1870 coûtent cher, en particulier à transporter, jusqu'à la fin du siècle, lorsque s’impose la réglementation de leur commerce par des lois.

#### La Northwestern Alliance réunit deux millions de cultivateurs
Le journaliste agricole Milton George, éditeur du The Western Rural and American Stockman, bihebdomadaire publié à Chicago, a été le moteur du développement entre 1880 et 1882 de la "Northwestern Alliance", qui va bientôt réunir 100.000 membres, principalement des fermiers des prairies, en particulier aux pires moments du marché des céréales dans les années 1880. Milton George dénonce dans ses éditoriaux les chemins de fer et les banques, milite pour la gratuité des livres scolaires, la participation électorale ou le remplacement du beurre par les oléagineux dans l'alimentation mais renonce peu à peu à l'idée de créer un troisième parti. En 1879, il lance de vastes pétitions pour demander la réglementation par l'État du chemin de fer.
Lancée le 15 avril dans les locaux du journal, avec Milton George comme secrétaire, la Northwestern Alliance" appelle à la création de clubs de fermiers dans tous les villages. Dès octobre 1880, elle affirme en avoir créé jusqu'à la côte Pacifique. Elle réussit particulièrement dans les États du Nebraska, Kansas, dans les Dakota. Le deuxième grand meeting de la Northwestern Alliance est organisé les 5 et 6 octobre 1881 à Chicago et l'organisation revendique 940 clubs locaux dans dix États, regroupant 24 500 fermiers. Adoptée à cette occasion, sa plate-forme revendique un impôt sur le revenu progressif, l'élection des hauts-fonctionnaires avec un salaire plus raisonnable, et une loi fédérale permettant de réglementer le chemin de fer.
Après un accès de faiblesse en 1883 et 1884, lorsque les conditions des fermiers s'améliorent temporairement, la Northwestern Alliance reprend de l'attractivité en 1887, sur fond de corner très décrié sur le blé. Elle va compter pas moins de deux millions d'adhérents, dans le sillage de son équivalent dans le sud, la "Southwestern Alliance", qui en compte elle trois millions en 1890, et réclame la construction par l'État du « Subtreasury Plan », un vaste réseau de silos, chargés de prêter aux fermiers, à un taux de seulement 1 %, jusqu'à 80 % de la récolte stockée.

#### Grandes lois agricoles de 1885 dans le Minnesota

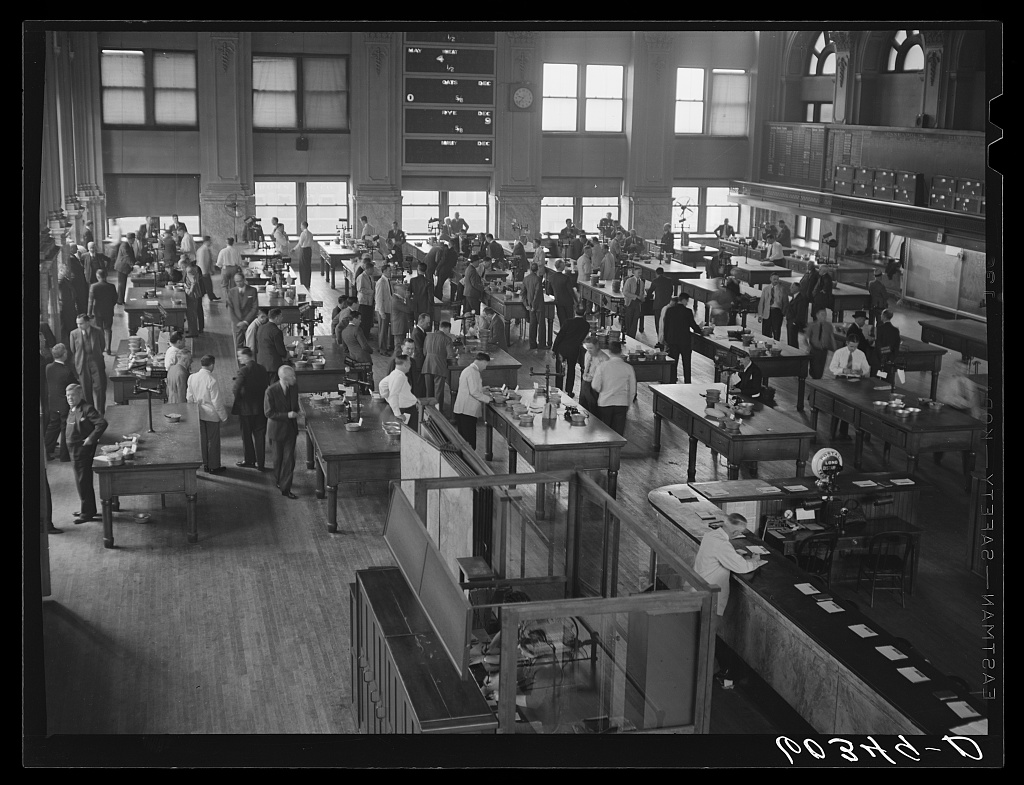
Le blé de printemps est le contrat-vedette, lancé dès 1883, sur le marché à terme de Minneapolis (photo de 1939).

Le Minnesota vote à partir de 1885 une série de lois qui régulent le commerce du grain, de manière à garantir des standards de qualité pour l'entreposage et le transport ferroviaires. Des « inspecteurs d'État » sont chargés d'en faire la surveillance : on définit des "grades" pour les blés qui transitent par le Minnesota, ou y sont produits, bientôt connus dans tout le pays mais aussi sur les marchés internationaux. Ils assurent le succès du Minneapolis Grain Exchange, qui a par ailleurs innové en créant la première chambre de compensation, dont la fonction est de démocratiser l'accès au Marché à terme, en diminuant le coût et le risque des interventions, pour le rendre moins vulnérables aux corner (finance) orchestré par de puissantes entreprises.
Le Minneapolis Grain Exchange sera bientôt victime de son succès et obligé de faire construire un nouveau bâtiment pour s'agrandir, entre 1900 et 1902. Une commission indépendante est chargée d'étudier l'impact et l'application de ces lois dès les années 1880. Dans un rapport de 1888, elle estime que « les lois sur les céréales ont révolutionné l'activité dans les céréales dans le nord-ouest » des États-Unis. Dès 1884 une chambre de compensation existait à Chicago, mais moins solide et aboutie que celle instaurée sept ans plus tard à Minneapolis

#### Spéculations franco-américaines de 1887-1888
À la fin de l'été 1887, The New York Times raconte comment des récoltes de blé décevantes font monter les cours, permettant à des spéculateurs un corner sur le marché à terme de Chicago. Le pari est simple : les tensions liées à l'affaire Schnæbelé, grave incident diplomatique entre la France et l'Allemagne, très médiatisé par les journaux, qui éclata le 20 avril 1887, vont permettre au général Georges Boulanger de prendre le pouvoir et lancer une guerre franco-allemande, avec pour conséquence une pénurie de blé en Europe, là où cette céréale est déjà moins abondante que prévu.
Un des gros acheteurs soit la Banque du Nevada, fondée peu avant à San Francisco par John William Mackay, qui a fait fortune à la Bourse de San Francisco en découvrant en 1868 le Big Bonanzza du Comstock Lode à Virginia City (Nevada), le plus gros gisement d'argent-métal de l'histoire des États-Unis. John William Mackay est un ami proche de l'éditeur de presse James Gordon Bennett senior, qui a lancé 4 octobre 1887 l’édition européenne du journal New York Herald à Paris avant de s'y installer. La rumeur veut que Le Matin (France) et le New York Herald fassent le lit du général Georges Boulanger, mais ne repose sur aucun fondement.
Le 27 août, l'Associated Press révèle que John Rosenfeld, de la "Nevada Warehouse and Dock Company" à Port Costa, en Californie et William Dresbach, président du San Francisco Produce Exchange, un autre marché à terme, fondé en 1867, ne peuvent honorer leurs engagements sur le blé. Deux jours après, John William Mackay dément être directement associé à la spéculation. Les actionnaires de la Banque du Nevada n'en perdront pas moins 12 millions de dollars,. Ils ont pris le contrôle de 56 cargos de blé à des prix trop élevés.
La débâcle fait chuter les cours permettant à d'autres spéculateurs de revenir en 1888, lors du corner d'Hutchinson sur le blé en 1888 à Chicago, mené cette fois par Benjamin P. Hutchinson, qui a acheté progressivement, à partir du printemps, tous les stocks de blé. Lui aussi compte sur de fortes exportations à destination de l'Europe, où des prévisions très pessimistes font peu à peu état d'un déficit céréalier de près de 140 millions de boisseaux. Ce groupe parvient à s'emparer de la quasi-totalité des stocks de blé de Chicago, estimée à 15 millions de boisseaux et contrôle aussi les contrats de livraison pour septembre. Le 22 septembre, le cours du boisseau atteint le seuil psychologiquement important d'un dollar, mais sans décourager les vendeurs à terme, qui ensuite paniquent, cinq jours plus tard, lorsque le cours atteint 1,28 dollar.
Benjamin P. Hutchinson accepte de livrer 125 000 boisseaux à 1,25 dollar, pour les soulager, mais pas plus. Le 28 septembre, avant-veille de l'échéance des contrats à terme, il fixe le cours à 1,50 dollar mais les vendeurs à terme refusent et il monte alors ce prix à 2 dollars le dernier jour, cours auquel un million de boisseaux sont vendus, l'autre million restant ne pouvant être livré, avec le contentieux juridique en résultant. Hutchinson est ainsi parvenu à faire monter le prix du blé en liquidation de 89 cents 3/5 à 200 cents au cours de l'année 1888 et gagner 15 millions de dollars.

### Années 1890
Aux États-Unis, à la fin du XIXe siècle, de nouvelles variétés de blé rustique des steppes russes ont été introduites dans les Grandes Plaines par les Allemands de la Volga qui se sont installés au Dakota du Nord, au Kansas, au Montana et dans les États voisins. La Russie et l'Argentine connaissent une forte croissance. L'expansion des surfaces cultivées aux États-Unis ralentit, mais la demande aussi, ce qui provoque une baisse des prix et un mécontentement des fermiers américains, qui s'investissent en politique, puis leur remontée violente après un corner (finance).

#### La stagnation d'une agriculture française très morcelée
L'accélération de la croissance des rendements en blé en Europe qui se produit à partir de 1880/1890 est moins nette en France, Le produit de l'activité agricole y recule légèrement, de 7 709 millions de francs en 1882 à 7 449 millions en 1898, soit respectivement 30 % et 27 % du total de l'activité française. La crise agricole de 1880-1900 a deux causes principales et directes, auxquelles s'ajoute une troisième cause, dérivée des deux précédentes.
La première cause est le retard technique de l'agriculture française. Alors que la technique agricole fait dans le monde de rapides progrès, notamment pour l'emploi des engrais chimiques, la France ne suit qu'avec retard. Les agriculteurs en sont restés aux enseignements transmis par les générations antérieures. En 1892, il existe encore en France 3 millions et demie d'exploitations s'étendant sur moins d'un hectare. Les établissements qualifiés officiellement de « petits » et couvrant des surfaces de 0 à 10 hectares, forment 85 % du total et 26 % de la superficie cultivée. La moitié des établissements agricoles n'occupe aucun salarié.
La polyculture est très répandue, car le paysan français tient à produire lui-même son blé, même s'il faut consacrer à cette culture des terres qui ne conviennent pas. Du coup, la France est à la fois l'un des plus grands producteurs de blé du monde et celui dont le rendement moyen à l'hectare est le plus bas.
Les rendements en blé, par quintaux à l'hectare en Europe entre 1880 et 1900 :
| Pays | France | Allemagne | Angleterre |
| 1880 | 11     | 12,9      | 16,4       |
| 1890 | 12,7   | 14,4      | 20,6       |
| 1900 | 12,9   | 18,7      | 19,2       |

#### Appel aux immigrés, concurrence portuaire et monopole des silos des Prairies
Les premiers silos-élévateurs à grains, apparus dans les années 1870 se multiplient dans l'Ouest canadien deux décennies après: près de 6000 sont construits dans les soixante années qui suivent, à une distance variant de 11 à 18 kilomètres l'un de l'autre, en général un entrepôt vertical fait de madriers couchés horizontalement pour supporter l'énorme pression d'une capacité de stockage de 25 000 à 35 000 boisseaux de blé. De nos jours, environ un millier de ces silos en bois sont encore en place.
Les trois quarts appartiennent à cinq firmes négociantes, toutes basées sur le Winnipeg Grain Exchange, fondé en 1887. Le port d'Halifax s'adapte à ce nouveau marché, avec son grand terminal pour navires en cale sèche, bâti en 1887-89, connecté au chemin de fer Intercolonial, achevé en 1876. Saint-Jean (Nouveau-Brunswick) devient à son tour un grand port céréalier en 1896, brisant le monopole d'Halifax et Québec-Montréal. Le Port d'Halifax réplique dès 1899 en agrandissant son terminal céréalier, qui peut accueillir douze larges navires céréaliers en même temps. En 1900, Halifax construit aussi un silo-élevateur d'un demi-million de boisseaux.
Les cinq grands négociants forment en 1897 la "Northwest Grain Dealers Association", qui obtient la « loi sur le transport du grain de l'Ouest », plafonnant les tarifs de transport des céréales, qui ne sera abrogée qu'en 1983. Au début du XXe siècle, l'association contrôle plus de deux tiers des silos-élévateurs à grains des Prairies canadiennes. Elle est accusée de connivence avec le Canadien Pacifique (CFCP) et de monopole pour forcer les agriculteurs à accepter des prix bas et de revendre plus cher sur le Winnipeg Grain Exchange ou de donner un traitement préférentiel aux entreprises au détriment des paysans via la pénurie de wagons de chemins de fer. Des quantités significatives de récolte des grains sont alors chargés sur des charrettes et vendus par les agriculteurs dans la rue, plutôt que sur la bourse aux grains de Winnipeg, comme le décrit leur leader William Richard Motherwell.
Entre-temps, le Canada se retrouve partiellement à court de blé : Bruce, Huron, Kent, Grey, Lambdon, Middlesex et d'autres cantons céréaliers de l'Ontario s'éteignent à la fin du XIXe siècle, les céréaliers partant dans l'industrie. L'immigration massive est lancée par Clifford Sifton, ministre de l'intérieur de sir Wilfrid Laurier en 1896 par des offices coloniaux en Europe. Alors que la plupart des immigrants venaient du Royaume-Uni et des États-Unis, le Canada reçoit un afflux important d'Ukraine ou de l'Empire autrichien et accueille les doukhobors du sud-est de la Russie.
Parmi les freins à l'essor, la pénurie de machines agricoles et de pièces détachées. En 1895 une baisse des prix les ramène au niveau des États-Unis, mais en 1907, le prix des machines agricoles dépasse toujours de 15 % celui pratiqué aux États-Unis, après une série de fusions industrielles. L'immigration n'accélère qu'en 1903 et en 1905, quand des sociétés spécialisées achètent des terres revendues à des fermiers américains en difficulté financière mais déjà aguerris.

#### Le populisme rural américain devient un lobby politique
En 1886, la Cour suprême des Etats-Unis décréta que les États n'étaient pas habilités à voter des lois en faveur de la réglementation des tarifs imposés aux fermiers pour le transport de leur production de céréales par le train et cassa 230 lois de ce type forçant le congrès à voter l'année suivante la loi sur le commerce inter-états et sa Commission du commerce inter-États (CCI) chargée de décider de la nécessité d'ouvrir de nouvelles lignes de chemin de fer, et de fixer les tarifs pour empêcher la discrimination, suivie par le Sherman Antitrust Act (1890) et le grand boycott contre la compagnie Pullman en 1894. Le Parti populiste (États-Unis, 1891-1908) est fondé en juin 1892 à Saint-Louis par le rassemblement de deux alliances de fermiers, des Silver Republicans de l'ouest, partisans du Bimétallisme or-argent, et des syndicats. Il obtient un million de voix à l'élection présidentielle américaine de 1892, créant la panique à Wall Street, puis se rallie pour la suivante, marquée pour la première fois par une campagne onéreuse et une participation élevée, au démocrate William Jennings Bryan qui obtient 47 %.

#### Famine en Russie, malgré la croissance des exportations de céréales
La famine russe de 1891-1892, causée par un hiver et un été secs fait deux millions de morts le long de la Volga, de l'Oural à la mer Noire alors que l'Empire russe veut développer les exportations de céréales. Les régions ukrainiennes sont les plus sinistrées, alors qu'en 1906-1907 les récoltes les plus basses seront enregistrées dans la Volga. Le paysan russe moyen cultive sa terre pour son entourage proche et se retrouve pénalisé par l'élévation des impôts indirects pour rembourser la dette créée par le développement du chemin de fer, les négociants ayant de grands projets d'exportations de blé en France, où le marché de la farine est protégé, mais dont la Russie vient de se rapprocher.
Près de 10 millions de tonnes de céréales sont parties à l'étranger entre 1887 et 1891 pour obtenir en échange les moyens de soutenir une industrialisation russe en cours. Mais la majorité de la population est contrainte de manger de la farine crue ou du pain de la famine, un mélange de mousse, de chénopode et d'écorce. Une épidémie de choléra ne se fait pas attendre. L'opinion publique considère le ministre des Finances Ivan Alexeïevitch Vichnegradski, comme le principal coupable : il s'est déclaré contre l'interdiction de l'exportation de céréales en 1891, malgré la famine. Elle est finalement décidée le 3 novembre 1891, mais dès septembre 3 millions de pouds avaient déjà été exportés par Odessa et 60 % de la récolte de seigle déjà exportée.
L'année suivante, Vichnegradski démissionne. Le gouvernement interdit à la presse d'employer le mot famine, mauvaise récolte le remplaçant. Encouragée par le gouvernement, « une aide humanitaire » s'organise le 19 novembre 1891. Parmi les volontaires, l'écrivain Léon Tolstoï. Le futur tsar Nicolas II de Russie dirige un comité de soutien et ses parents, le tsar et la tsarine lèvent respectivement cinq à douze millions de roubles. En février 1892, le gouvernement achète 30 000 chevaux kirghiz pour labourer.
L'afflux de devises assure la force du « rouble-or », et la Russie accélère sa politique d'emprunts ferroviaires en 1893, réservant ses exportations de céréales à la France, afin de fermer ses frontières aux autres pays, pour protéger son industrie naissante. Dès 1892 la Russie récolte dans son sud-ouest 49 millions de pouds de blé tendre, mais aussi 66 millions de pouds de seigle, 53 millions de pouds d'avoine et 16 millions de pouds d'orge. Entre 1897 et 1914, la production de vodka quadruple, pour s'élever à 138 millions de seaux, grâce à la loi de 1890 favorisant la distillerie pour les alcools de grains .La production repart en Podolie.
Surfaces cultivées en céréales, en millier de dessiatines, mesure agraire russe, correspondant à 1,09 hectare :
| Année                                   | 1861-1870 | 1871-1880 | 1881-1890 | 1891-1900 | Variation en 40 ans |
| Province de Kiev                        | 565       | 666       | 606       | 613       | plus 8 %            |
| Podolie                                 | 725       | 720       | 508       | 663       | plus 9 %            |
| Volhynie                                | 399       | 565       | 527       | 634       | plus 55 %           |
| Total des régions céréalières d'Ukraine | 1780      | 1952      | 1641      | 1910      | plus 13 %           |

#### Dans l'Ouest américain, le succès des semences vendues par la poste
Le Maïs denté amené par des immigrants venu de l'est dans les années 1840 dans l'Illinois, commence à avoir un grand succès dans toute l'Amérique dans les années 1890.
Dès 1877, James L. Reid obtient un exceptionnel rendement, pour l'époque, de 120 boisseaux par acre, puis en 1880 part dans Kansas, dans le comté d'Osage pour le cultiver et le faire connaitre avant de revenir dans l'Illinois. En 1891, lors de la foire agricole de Peoria, il a reçu le prix le plus élevé. Orange Judd, éditeur du journal Orange Judd Farmer, et ancien éditeur du journal American Agriculturist, y était juré. Deux ans plus tard, lors de la célèbre Exposition universelle de 1893, le maïs de James L. Reid gagne le plus haut prix, une médaille et un diplôme. La variété se répand alors dans les États-Unis, au point de faire de l'ombre aux autres, qui sont un peu négligées ou oubliées, au détriment de la diversité génétique.
James L. Reid une société de vente par correspondance au détail au service du commerce de maïs, qui étend son succès aux États voisins, puis dans tous les États-Unis et en Amérique du Sud. En 1902, il fonde une grande maison de semences. Dans la foulée, des souches riches en protéines et en huile sont développées en coopération avec la station d'expérimentation d'État de l’Université de l'Illinois, permettant d'arriver à des maïs comportant jusqu'à 16,85 % de protéines. En 1908, dans une grande foire agricole à Omaha, au Nebraska, James L. Reid sera présenté comme « l'homme qui a mis plus de millions dans les poches des agriculteurs de la ceinture de maïs, que tout autre homme vivant ». Le succès de son maïs contribue à un engouement pour l'agronomie au cours des deux premières décennies du XXe siècle aux États-Unis. Des salons et expositions sont organisés partout et des trains du maïs parcourent les grandes plaines pour diffuser les connaissances et éduquer les agriculteurs en céréales.

#### Baisse des prix puis le corner de 1897
Les prix ont subi une forte tendance à la baisse dans les années 1890 qui a causé une grande détresse dans les États des Grandes Plaines mais aiguisé les appétits spéculatifs. L'automne 1897 voit un début de « corner » réussi sur le blé par le spéculateur Joseph Leiter,, qui trouve en face de lui le vendeur à terme Philip D. Armour, menacé par la hausse des cours, alors que la saison des livraisons de blé des Grands lacs est terminée. C'est le Corner de Joseph Leiter sur le blé en 1897 à Chicago. Philip D. Armour a eu vent de l'opération. Ce dernier crée la surprise : il embauche une flotte de remorqueurs brise-glaces pour amener dix millions de boisseaux de blé des grands lacs, malgré la glace, jusqu'à Chicago et briser la pénurie de court terme sur le rapproché. D'autres approvisionnements arrivent de différentes parties des États-Unis. Les cours retombent, Joseph Leiter et les membres de sa famille perdent plusieurs millions de dollars et il est radié du marché à terme. Au début du siècle suivant aura lieu le Corner de Patten sur le blé à Chicago en 1909.